# Stradsett
Stradsett è un villaggio e parrocchia civile dell'Inghilterra, appartenente alla contea del Norfolk.